# Luis Bacalov
Luis Enríquez Bacalov (Buenos Aires, Argentina; 30 de agosto de 1933-Roma, Italia; 15 de noviembre de 2017) fue un pianista, compositor y director de orquesta argentino nacionalizado italiano, famoso por ser el ganador del Premios Óscar por la mejor música original por la banda sonora de la película italiana El cartero en 1996 y por sus bandas sonoras del género spaghetti western como Django, La muerte de un presidente, El oro de los Bravados, His name is King y Gran duelo al amanecer.
Aparece acreditado en los álbumes Sabor a Samba de María Creuza, Sábado Pormerigio de Claudio Baglioni y Concertó Grosso de New Trolls

## Biografía
Bacalov ha sido nominado dos veces al Oscar: una en 1966, por Il Vangelo secondo Matteo (El Evangelio según san Mateo, de Pier Paolo Pasolini); y otra en 1995 por Il Postino (El cartero, de Michael Radford), obteniendo la estatuilla en esta ocasión.
En los primeros años de las década de 1970, colaboró con diversas bandas italianas de rock progresivo.
Fue director artístico de la Orquesta della Magna Grecia, en Taranto, Italia.
Como curiosidad, cabe destacar que dos de sus canciones aparecen en las películas Kill Bill, del director Quentin Tarantino, y otras tantas en la película Django Unchained del mismo director, incluyendo el tema Django extraído de la banda sonora del film homónimo.

## Composiciones
- 1966,  Banda sonora de la película Django
- 1967,  Banda sonora de la película Yo soy la revolución
- 1970,  Banda sonora de la película La muerte de un presidente
- 1970,  Banda sonora de la película El oro de los Bravados
- 1971. En el Oeste, se puede hacer...amigo.
- 1971,  Banda sonora de la película His name is King
- 1972,  Banda sonora de la película Gran duelo al amanecer
- 1973,  Banda sonora de la película A man called Noon
- 1979,  Banda sonora de la película Le rose di Danzica
- 1980,  Banda sonora de la película La città delle donne (La ciudad de las mujeres)
- 1983,  Banda sonora de la película Coup de foudre (Entre nosotras)
- 1995,  Banda sonora de la película El cartero
- 1996.  Banda sonora de la película  Ilona llega con la lluvia
- 1997. Misa Tango, para tenor, mezzosoprano, bandoneón, coro mixto y orquesta.
- 1999,  Banda sonora de la película Carta de Amor
- 2003,  Mi Mancherai (El cartero) canción interpretada por Josh Groban
- 2003,  Banda sonora de la película Kill Bill Vol. 1, Tema The Grand Duel perteneciente a la banda sonora original de Gran duelo al amanecer
- 2013,  Banda sonora de la película Django Unchained

## Premios y distinciones
Premios Óscar
| Año  | Categoría                                               | Película                     | Resultado |
| ---- | ------------------------------------------------------- | ---------------------------- | --------- |
| 1967 | Mejor orquestación de música – adaptación o tratamiento | El Evangelio según San Mateo | Nominado  |
| 1996 | Mejor banda sonora - Drama                              | Il Postino                   | Ganador   |